# Ленинское (Кировский район)
Ле́нинское (до 1945 года Бахчи́-Эли́; укр. Ленінське, крымскотат. Bağça Eli, Багъча Эли) — исчезнувшее село в Кировском районе Республики Крым, располагавшееся в центре района, в степной части Крыма, примерно в 2,5 км к северо-западу от современного села Партизаны. На момент упразднения входило в состав Журавского сельсовета Кировского района. Исключено из учётных данных в 1972 году.

## История
Первое документальное упоминание села встречается в Камеральном Описании Крыма… 1784 года, судя по которому, в последний период Крымского ханства Бакче Эли входил в Старо-Крымский кадылык Кефинского каймаканства. После присоединения Крыма к России (8) 19 апреля 1783 года, (8) 19 февраля 1784 года, именным указом Екатерины II сенату, на территории бывшего Крымского Ханства была образована Таврическая область и деревня была приписана к Левкопольскому, а после ликвидации в 1787 году Левкопольского — к Феодосийскому уезду Таврической области. После Павловских реформ, с 1796 по 1802 год, входила в Акмечетский уезд Новороссийской губернии. По новому административному делению, после создания 8 (20) октября 1802 года Таврической губернии, Бахчи-Эли был включён в состав Байрачской волости Феодосийского уезда.
По Ведомости о числе селений, названиях оных, в них дворов… состоящих в Феодосийском уезде от 14 октября 1805 года , в деревне Бахчи-Эли числилось 30 дворов и 127 жителей крымских татар. На военно-топографической карте генерал-майора Мухина 1817 года деревня Бахчиели обозначена с 34 дворами. После реформы волостного деления 1829 года Бакче Эли, согласно «Ведомости о казённых волостях Таврической губернии 1829 года», отнесли к Учкуйской волости (переименованной из Байрачской). На карте 1842 года Бахчи-эли обозначен условным знаком «малая деревня», то есть, менее 5 дворов.
В 1860-х годах, после земской реформы Александра II, деревню приписали к Арма-Элинской волости. Согласно «Памятной книжке Таврической губернии за 1867 год», деревня Бахче Эли была покинута жителями в 1860—1864 годах, в результате эмиграции крымских татар, особенно массовой после Крымской войны 1853—1856 годов, в Турцию и представляла собой пустое место. Согласно «Списку населённых мест Таврической губернии по сведениям 1864 года», составленному по результатам VIII ревизии 1864 года, Бакче-Эли — русский владельческий хутор с 5 дворами и 38 жителями при источнике Субаш. По обследованиям профессора А. Н. Козловского начала 1860-х годов, в селении «имелось достаточное количество пресной воды» из колодцев глубиною не более 1,5 сажени (менее 3 м). На трёхверстовой карте Шуберта 1865—1876 года в деревне Бахчи-Эли обозначено 12 дворов.
По «Памятной книге Таврической губернии 1889 года», по результатам Х ревизии 1887 года, в деревне Бахчи-Эли Владиславской волости числилось 7 дворов и 48 жителей. По «…Памятной книжке Таврической губернии на 1892 год» в деревне Бахче-Эли, входившей в Унгутское сельское общество, числилось 90 жителей в 20 домохозяйствах, а в не входившем в сельское общество Бахче-Эли — 12 безземельных. По «…Памятной книжке Таврической губернии на 1902 год» в деревне Бахче-Эли числилось 123 жителя в 20 домохозяйствах. По Статистическому справочнику Таврической губернии. Ч.II-я. Статистический очерк, выпуск пятый Феодосийский уезд, 1915 год, в деревне Бахчи-Эли Владиславской волости Феодосийского уезда числилось 27 дворов (20 дворов с землёй, 7 — безземельные) со смешанным населением в количестве 68 человек приписных жителей и 67 — «посторонних», из которых 65 мужчин и 70 женщин. Жители владели 208 десятинами удобной земли. В хозяйствах имелось 65 лошадей, 22 вола, 29 коров и 19 голов овец, свиней, или коз.
После установления в Крыму Советской власти, по постановлению Крымревкома от 8 января 1921 года была упразднена волостная система и село вошло в состав вновь созданного Владиславовского района Феодосийского уезда, а в 1922 году уезды получили название округов. 11 октября 1923 года, согласно постановлению ВЦИК, в административное деление Крымской АССР были внесены изменения, в результате которых округа ликвидировались и Владиславовский район стал самостоятельной административной единицей. Декретом ВЦИК от 04 сентября 1924 года «Об упразднении некоторых районов Автономной Крымской С. С. Р.» в октябре 1924 года район был преобразован в Феодосийский и село включили в его состав. Согласно Списку населённых пунктов Крымской АССР по Всесоюзной переписи 17 декабря 1926 года, в селе Бахчи-Эли, Сеит-Элинского сельсовета Феодосийского района, числилось 53 двора, из них 52 крестьянских, население составляло 233 человека, из них 124 татарина, 71 русский, 36 украинцев, 1 немец, 1 болгарин, действовала татарская школа I ступени (пятилетка). Постановлением ВЦИК «О реорганизации сети районов Крымской АССР» от 30 октября 1930 года из Феодосийского района был выделен (воссоздан) Старо-Крымский район (по другим сведениям 15 сентября 1931 года) и село включили в его состав, а, с образованием в 1935 году Кировского — в состав нового района. По данным всесоюзная перепись населения 1939 года в селе проживало 245 человек.
В 1944 году, после освобождения Крыма от фашистов, согласно постановлению ГКО № 5859 от 11 мая 1944 года, 18 мая крымские татары были депортированы в Среднюю Азию. 12 августа того же года было принято постановление № ГОКО-6372с «О переселении колхозников в районы Крыма» и в сентябре того же года в село приехали первые переселенцы, 428 семей, из Тамбовской области, а в начале 1950-х годов последовала вторая волна переселенцев. С 1954 года местами наиболее массового набора населения стали различные области Украины. С 25 июня 1946 года Бахчи-Эли в составе Крымской области РСФСР. Указом Президиума Верховного Совета РСФСР от 21 августа 1945 года Бахчи-Эли было переименовано в Ленинское и Бахчи-Элинский сельсовет — в Ленинский. 26 апреля 1954 года Крымская область была передана из состава РСФСР в состав УССР. Время упразднения сельсовета и включения в Журавский пока не установлено: на 15 июня 1960 года село уже числилось в составе. Указом Президиума Верховного Совета УССР «Об укрупнении сельских районов Крымской области», от 30 декабря 1962 года Кировский район был упразднён и село присоединили к Нижнегорскому. 1 января 1965 года, указом Президиума ВС УССР «О внесении изменений в административное районирование УССР — по Крымской области», Ленинское вновь включили в состав Кировского.
Ликвидировано в период с 1968 года, когда Ленинское ещё записано в составе Журавского сельсовета и 1977, когда уже значилось в списках упразднённых.

### Динамика численности населения
| - 1805 год — 127 чел. - 1864 год — 38 чел. - 1889 год — 48 чел. - 1892 год — 102 чел. | - 1902 год — 123 чел. - 1915 год — 68/67 чел. - 1926 год — 233 чел. - 1939 год — 245 чел. |